# Thrash Anthems
Thrash Anthems es un álbum publicado por la banda de thrash metal Destruction en 2007. El álbum es una compilación de regrabaciones de canciones antiguas y dos nuevas canciones: Deposition (Your Heads Will Roll) y Profanity.
La edición digipack limitada incluye una pista adicional (Eternal Ban) y un videoclip para Total Desaster. La versión de 2 LP no incluye el bonus track y el orden de las pistas es diferente en algunas partes.

## Lista de canciones
1. Bestial Invasion - 4:38
2. Profanity - 5:56
3. Release From Agony - 4:36
4. Mad Butcher - 3:45
5. Reject Emotions - 5:52
6. Death Trap - 4:52
7. Cracked Brain	- 3:46
8. Life Without Sense - 6:22
9. Total Desaster - 3:26
10. Deposition (Your Heads Will Roll) - 5:11
11. Invincible Force - 3:44
12. Sign Of Fear - 6:36
13. Tormentor - 3:55
14. Unconscious Ruins - 4:17
15. Curse The Gods - 5:16

## Créditos
- Schmier - Bajo y voz
- Mike Sifringer - Guitarra
- Marc Reign - Batería

- Datos: Q746211